# Carl-Siegfried von Georg

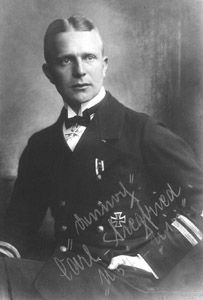
Carl-Siegfried von Georg, ca. 1920, mit Eisernem Kreuz

Carl-Siegfried Georg, seit 1918 Ritter von Georg (* 27. August 1886 in Oberndorf; † 26. September 1957 in Köln) war ein deutscher Marineoffizier und im Ersten Weltkrieg U-Boot-Kommandant.

## Leben
Carl-Siegfried war das dritte von sechs Kindern des Ehepaares Wilhelm Balthasar Georg und dessen Gattin Rosa, geborene von Grundherr zu Altenthan und Weiherhaus. Sein Vater war Fabrikant und bayerischer Kommerzienrat. Nach dem Besuch des Gymnasiums in Schweinfurt und des Realgymnasiums in Nürnberg trat Georg am 1. April 1905 als Seekadett in die Kaiserliche Marine ein.
Er absolvierte zunächst seine Grundausbildung auf dem Schulschiff Charlotte und kam dann an die Marineschule, wo er am 7. April 1906 zum Fähnrich zur See ernannt wurde. Nachdem er die Schule erfolgreich abgeschlossen hatte, erfolgte am 1. Oktober 1907 seine Ausreise nach Ostasien. Dort versah Georg in der Folge Dienst auf den Großen Kreuzern Fürst Bismarck und Scharnhorst. Als Leutnant zur See (seit 28. September 1908) trat er im November 1909 die Heimreise nach Deutschland an und wurde nach seiner Ankunft zunächst zur Verfügung der I. Marineinspektion gestellt. Vom 11. April 1910 bis 24. März 1911 versah Georg Dienst als Wachoffizier auf dem Kleinen Kreuzer Kolberg, wurde am 27. Januar 1911 Oberleutnant zur See und dann als Kompanieoffizier zur 1. Torpedo-Division versetzt. Am 17. März 1913 erfolgte seine Rückversetzung auf die Kolberg, wo er bis zum 27. Juli 1914 verblieb. Anschließend setzte man Georg als Wachoffizier und Adjutant auf dem Kleinen Kreuzer Regensburg ein.

### Erster Weltkrieg
Mit Ausbruch des Ersten Weltkriegs versah Georg dort weiterhin Dienst, nahm u. a. am Gefecht auf der Doggerbank teil und bewahrte das Schiff dabei durch schnelles Eingreifen in seiner Funktion als Gefechtsmanöveroffizier vor einem U-Boot-Torpedotreffer. Im Januar 1916 absolvierte Georg eine dreimonatige U-Boots-Ausbildung und übernahm im Anschluss als Kommandant das als Schulungsboot verwendete U 4, um damit nunmehr selber U-Boot-Personal auszubilden.
Am 19. April 1916 folgte seine Beförderung zum Kapitänleutnant und am 6. Juli 1916 erhielt er mit der Indienststellung das Kommando über U 57. Mit dem Boot gelang es ihm, eine aus 22 Schiffen bestehende Fischdampfer-Flottille auf der Doggerbank innerhalb von wenigen Stunden zu versenken. Er operierte in der Folgezeit hauptsächlich in der Irischen See und an der Südküste Irlands.
Nachdem er von einer Feindfahrt mit erheblichen Maschinenschaden zurückgekehrt war, übertrug man Georg im Dezember 1917 das Kommando über U 101. Von seiner Heimatbasis Helgoland aus konnte er bis Kriegsende feindlichen Schiffsraum von insgesamt über 110.000 BRT versenken und zählt damit zu den militärisch erfolgreichsten U-Boot-Kommandanten des Ersten Weltkriegs. Nachdem er bereits beide Klassen des Eisernen Kreuzes und das Ritterkreuz des Königlichen Hausordens von Hohenzollern mit Schwertern erhalten hatte, verlieh ihm Wilhelm II. am 24. April 1918 den Orden Pour le Mérite. Der bayerische Ludwig III. zeichnete ihn für seine Verdienste mit dem Militärverdienstorden IV. Klasse mit Schwertern sowie am 23. Juni 1918 mit dem Ritterkreuz des Militär-Max-Joseph-Ordens aus. Damit verbunden war die Erhebung in den persönlichen Adelsstand und er durfte sich nach der Eintragung in die Adelsmatrikel „Ritter von Georg“ nennen.

### Zwischenkriegsjahre
Nach Kriegsende wurde Georg ab 22. November 1918 zunächst zur Verfügung der Inspektion des U-Bootswesens bzw. der Marinestation der Ostsee sowie ab 24. Juli der Kommandantur Kiel gestellt. Seine Verabschiedung aus dem aktiven Dienst erfolgte aufgrund seiner Teilnahme am Kapp-Putsch am 28. August 1920. Georg betätigte sich anschließend kurzzeitig als Bataillons-Kommandeur in der Marine-Brigade von Loewenfeld, ehe er auch dort ausschied und eine Ausbildung zum Kaufmann absolvierte.
Ab 1925 war Georg Inhaber der Firma v. Georg & Co, Hamburg und trat 1928 als geschäftsführender Gesellschafter in die Selbstfahrer Union ein. 1933 wurde er dann Vorstandsmitglied der Adlerwerke sowie ab 1937 auch bei der Metallgesellschaft, beide in Frankfurt am Main.
Zum 1. Mai 1933 trat Georg in die NSDAP ein (Mitgliedsnummer 3.279.693) und wurde im Januar 1938 auch Mitglied der SS (SS-Nummer 291.154), in der er zuletzt den Rang eines SS-Hauptsturmführers innehatte.

### Zweiter Weltkrieg
Am 27. August 1939, dem sogenannten Tannenbergtag, erhielt Georg den Charakter als Korvettenkapitän verliehen und wurde am 11. September 1939 zur Verfügung der Kriegsmarine gestellt. Zunächst setzte man ihn ab Oktober 1939 als Leiter der Gruppe für Rüstungsfragen im Hauptamt Kriegsschiffbau (K III R) des Oberkommandos der Kriegsmarine ein und beförderte ihn am 1. Juni 1940 zum Korvettenkapitän z. V. Von Juni 1940 bis August 1940 war er stellvertretender Chef des Stabes des neu eingerichteten Sonderstabes Marine-Paris, welcher später in Oberwerftstab Frankreich umbenannt wurde. Am 1. Juli 1942 wurde er zum Fregattenkapitän z. V. befördert. Als solcher war Georg ab 1. April 1943 Chef der Abteilung und ab 1. Oktober 1943 zugleich bis April 1945 Chef des Sonderstabes Marine Italien des Reichsministers für Rüstung und Kriegsproduktion. In dieser Eigenschaft erhielt er am 15. Februar 1945 das Deutsche Kreuz in Silber.
Man hob seine Mobilmachungsbestimmung am 28. April 1945 auf und Georg geriet mit der bedingungslosen Kapitulation der Wehrmacht am 8. Mai 1945 in alliierte Kriegsgefangenschaft, aus der er am 19. Dezember 1947 entlassen wurde.

### Nachkriegsjahre
Georg betätigte sich in der Nachkriegszeit bis zu seinem Tode als Gesellschafter und Geschäftsführer der Kontinentalen Handelsgesellschaft für Metalle und chemische Produkte m.b.H. in Köln.